# Nova Ploščica
Nova Ploščica – wieś w Chorwacji, w żupanii bielowarsko-bilogorskiej, w gminie Velika Trnovitica. W 2011 roku liczyła 345 mieszkańców.